# Клан Кейт
Клан Кейт (Клан Кит)— один из кланов равнинной части Шотландии.

## История

### Происхождение клана
Первое упоминание клана приходится на начало XI века. Согласно легенде в 1010 году в битве при Барри, датский генерал Камю был убит воином Чатти, который основал клан Кейт. Король Малькольм II, смочив в крови убитого три пальца, провел пальцами по щиту Чатти, оставив три кровавые полосы. Эти полосы стали основой герба клана Кейт. Камю получил прозвище Камю-убийца. В 1018 году Малькольм II завоевал Лотиан в битве при Чатеме и передал земли Кейт Каму-убийце. От названия земли и произошло название клана Кейт.

### Войны за независимость Шотландии
В 1308 году Роберт Брюс подарил королевский лес Абердиншир своему другу Роберту де Кейту графу Маришаль, где он и построил свой замок. Его племянником был Уильям Кейт из Галстона, который возвратил сердце Брюса в аббатство Мелроуз после смерти сэра Джеймса Дугласа в битве при Тебе в Андалусии. Сэр Роберт Кейт сопровождал молодого Давида II из Шотландии, когда он бежал во Францию, чтобы избежать узурпации Эдуарда Баллиола.

### XV век и клановые конфликты
Клан Кейт часто враждовал с соседним кланом Ирвином, и в 1402 году клан Ирвин победил вторгшихся членов клана Кейт в битве при Драмоаке.
Сэр Уильям Кейт Маришаль, который умер в 1407 году, женился на наследнице сэра Александра Фрейзера и добавил поместья в Бьюкен, Кинкардин и Лотиан.
Брат Уильяма, Джон Кейт, женился на наследнице Чейнов, которая принесла огромные поместья клану Кейт в Инверуги, а также замок Инверуги близ Питерхеда, который впоследствии стал резиденцией вождей клана.
Трое из детей сэра Уильяма Кейта женились на детях Роберта II, дочь вышла замуж за сэра Адама Гордона, предка графов Хантли.
В 1458 году Уильям Кейт был назначен 1-м графом Маришаль и стал единственным пэром на государственной должности.
Ветвь клана Кейт, населявшая Кейтнесс, сражалась в битве при Таннахе (в 1464 году), где они помогали клану Макай воевать против клана Ганн.

### XVI и XVII век
Уильям Кейт, 3-й граф Маришаль, вместе с графом Гленкэрном пригласил Джона Нокса, религиозного реформатора, вернуться в Шотландию в 1559 году.
Уильям Кейт, 4-й граф Маришаль, основал Маришальский колледж в Абердине.
Джордж Кейт, 5-й граф Маришаль, был направлен в 1589 году в качестве посла в Данию, чтобы договориться о браке короля Якова VI Шотландского с датской Анной.
В 1651 году король Англии Карл II был коронован, а Уильям Кейт, 7-й граф Маришаль, был взят в плен и заключен в Лондонский Тауэр. Он оставался там до «Восстановления Шотландии» (в 1660 г.), и в качестве компенсации король назначил его Тайным советником, а затем и Лордом Тайной печати. После коронации Чарльза, драгоценности шотландской короны были спрятаны на землях Кейта, а Джон Кейт был назван рыцарем Маришаль и графом Кинторе.

### XVIII век и восстание якобитов
Во время восстания якобитов в 1715 году, клан Кит поддержал дело якобитов. В результате Джордж Кейт, 10-й граф Маришаль, вместе со своим братом Джеймсом Фрэнсисом Эдвардом Кейтом, утратили свои земли, замки и титулы.

### Современная история
В 1801 году Достопочтенный лорд Лион признал Кейта Равельстона и Данноттера представителем клана Кейт, а его племянника в 1822 году окрестили рыцарем Маришаль во время визита Георга IV в Эдинбург.
В 1978 году вождь клана Кит и вождь клана Ганн подписали мирный договор на месте часовни Святого Тайра, положив конец вражде между двумя кланами, которая началась в 1478 году.

## Глава клана
В настоящее время главой клана Кит является сэр Джеймс Уильям Фалконер Кит Ури, 14 — й граф Кинторе, 14-й лорд Кит Инверриери и Кейт Холл, 4 — й виконт Стоунхейвен, 4-й барон Стонхейвен, 5-й баронет, 6-й Ури (р. 15 апреля 1976 года).

## Замки
- Замок (Дом) Кейт Маришаль, расположенный в 3-х милях к югу от Пенкейтленда, Восточный Лотиан, представляет собой башню L-плана, построенную в XVI веке. Замок находится на месте более раннего замка, который был построен в XIV веке[6].
- Замок Данноттар стоит на окруженном скалами мысе над морем в паре миль к югу от Стоунхейвена, Кинкардиншир[6].
- Кейт-Холл в Абердиншире, когда-то известный как Каскибен, в настоящее время является резиденцией вождя клана Кейт[1]. Замок построен в XVI веке[6].
- Замок Феттерессо, перешел от клана Страчан к вождю клана Кейт, графу Маришаль в начале XIV века[6].
- Акергилл-Тауэр, расположенный в 2-х милях к северу от Уика, Кейтнесс датируется XV веком[6].